# Масловский, Виталий Иванович
Вита́лий Иванович Масло́вский (укр. Віталій Іванович Масловський; 7 июня 1935, село Мощёная, Польская Республика — 26 октября 1999, Львов) — советский и украинский историк, публицист, доктор исторических наук, профессор, аналитик и педагог, член Союза журналистов СССР.

## Биография
Родился в селе Мощёное (ныне Ковельский район Волынской области). В 1960 году закончил исторический факультет Львовского университета. В 1968—1993 годах работал в Институте общественных наук во Львове на должностях младшего, старшего, ведущего научного сотрудника. Виталий Масловский в 1974 защитил кандидатскую диссертацию на тему «Борьба трудящихся западных областей Украины против классово враждебных элементов в период социалистических процессов на селе в 1944—1960 годах». В 1985 году защитил докторскую диссертацию «Классовая борьба на селе в западных областях Украины в период построения основ социализма».
В период распада СССР профессор подвергся преследованиям со стороны новой власти. За опубликованную им в 1990 году книгу «Земля обвиняет» о деятельности УПА его уволили с работы в Институте общественных наук западноукраинского отделения АН Украины. С тех пор в течение почти десятилетия Масловский оставался безработным, живя на небольшую пенсию, которую получал как инвалид Великой Отечественной войны. Тем не менее учёный продолжал работать над научными трудами.
Работа Виталия Масловского вызывала крайнее недовольство украинских националистов. В его адрес поступали многочисленные угрозы расправы, как через прессу, так и в личном общении.
В 1999 году за пределами Украины вышла очередная книга Виталия Масловского — «С кем и против кого воевали украинские националисты в годы Второй мировой войны». Отдельные главы из неё в предыдущие годы публиковались во львовской газете «Вильна Украина», что вызвало очень резкую реакцию со стороны националистов. Была развёрнута активная кампания по дискредитации учёного в прессе.
К концу 1999 года Масловский завершил очередную книгу — о Холокосте и роли ОУН-УПА в его проведении. В процессе работы над ней профессор обработал много новых, ранее неизвестных науке исторических источников.
Олейник А. И. следующим образом описал учёного:

Человек энциклопедических знаний в области истории и культуры Украины, прекрасно знал литературу, особенно увлекаясь поэзией, хорошо разбирался в живописи, был глубоко интеллигентным человеком, гуманным, чутким, отзывчивым по отношению к людям. Любил свой народ, язык, свой город, свою природу, своё село на Ковелыцине, был патриотом. Но непримиримо относился к тому, когда патриотизм подменялся человеконенавистничеством национализма. Постоянно размышлял над историческими обстоятельствами, способствующими возникновению фашизма, национализма. Сверял свои размышления, взгляды, оценки, касающиеся патриотизма, национальных особенностей, традиций, природы национализма и фашизма с размышлениями, высказываниями И.Франко, Р.Роллана, Р.Тагора, П.Грабовского, Ф. Достоевского, В.Симоненко, В.Сосюры, А.Довженко, В.Винниченко, А.Мальро, В.Вернадского, Питера Устинова, Л.Гумилёва и многих других. Как и Жорж Вольфром (французский писатель), мог о себе сказать: «Я слишком горжусь своей страной, чтобы быть националистом».
26 октября 1999 года был найден в бессознательном состоянии в подъезде своего дома во Львове. Смерть наступила 27 октября в результате черепно-мозговой травмы и перелома шейного участка позвоночника, вызванных падением в лестничный пролёт собственного дома.
Историк активно участвовал в работе русского движения Западной Украины, выступал на конференциях и съездах с аналитическими докладами о перспективах русско-украинских отношений. Сторонники профессора Масловского восприняли его смерть как политическое убийство, подобное убийству Ярослава Галана. Конфедерация русских общин западных областей Украины обратилась к местным и центральным органам власти с требованием провести детальное расследование гибели учёного и всех обстоятельств, связанных с этим происшествием. Несмотря на это, предполагаемые убийцы Виталия Масловского так и не были найдены.
В 2005 году Еврейским фондом Украины посмертно была опубликована последняя работа учёного — «Холокост евреев Украины. Начало. Галичина».

## Публикации
Автор издал более 100 печатных трудов, среди них:
- Українські буржуазні націоналісти — запеклі вороги соціалістичних перетворень в західних областях України. — Львів, 1972;
- Політична робота партійних організацій західних областей УРСР в боротьбі з бандами українських буржуазних націоналістів і куркульствав періодсоціалістичних перетвореньна селі (1944—1950 рр.) // Наукові праці з історії КПРС. — 1972. — Вип. 57. — С. 116—122;
- Лицарі злочину // Жовтень. — 1972. — No 8. — С. 102—105;
- Жовтоблакитна мафія. — Львів, 1975; Дорога в безодню. — Львів, 1978;
- Любов і ненависть Галана// Пост імені Я. Галана.— Кн. 8. — Львів, 1981. — С. 224—232;
- Зброя Ярослава Галана. — Львів, 1982;
- В борьбе с врагами социализма. — Львов, 1984; Історія Львова. — К., 1984 (у співавт.);
- 40-летие победы советского народа в Великой Отечественной войне 1941—1945 гг. — Львов, 1985 (у співавт.);
- Злочини гітлерівців у Львові // Пост імені Я. Галана. — Кн. 20. — Львів, 1987. — С. 68-81;
- Возз’єднання західноукраїнських земель з Радянською Україною. — К., 1989 (у співавт.);
- Обвиняет земля (ред. і упор.) — М., 1991;
- С. Бандера // Організація українських націоналістів: політичні портрети. — Львів, 1991. — С. 6-23;
- Трагедія Галицького єврейства. — Львів, 1997; З ким і проти кого воювали українські націоналісти в роки Другої світової війни.— М., 1999.
- С кем и против кого воевали украинские националисты в годы Второй Мировой войны. — Москва, 2016. перевод с комментариями и фотодокументами.